# La Cabeza de Béjar
La Cabeza de Béjar ist ein Ort und eine westspanische Gemeinde (municipio) mit 60 Einwohnern (Stand: 2024) in der Provinz Salamanca in der Autonomen Region Kastilien-León. 

## Lage
La Cabeza de Béjar liegt etwa 57 Kilometer südlich von Salamanca und etwa 210 Kilometer westlich von Madrid in einer Höhe von ca. 1035 m. Durch die Gemeinde führt die Autovía A-66.
Das Klima im Winter ist kühl, im Sommer dagegen durchaus warm; die Niederschlagsmengen (838 mm) fallen – mit Ausnahme der nahezu regenlosen Sommermonate – verteilt übers ganze Jahr.

## Bevölkerungsentwicklung
| Jahr      | 1970 | 1981 | 1991 | 2001 | 2011 | 2021 |
| Einwohner | 244  | 169  | 146  | 108  | 97   | 60   |

Der deutliche Bevölkerungsrückgang seit den 1950er Jahren ist im Wesentlichen auf die Mechanisierung der Landwirtschaft sowie auf die Aufgabe von bäuerlichen Kleinbetrieben und den damit einhergehenden Verlust an Arbeitsplätzen zurückzuführen (Landflucht).

## Sehenswürdigkeiten
- Kirche der Unbefleckten Empfängnis (Iglesia de la Purísima Concepción)
- Rochuskapelle

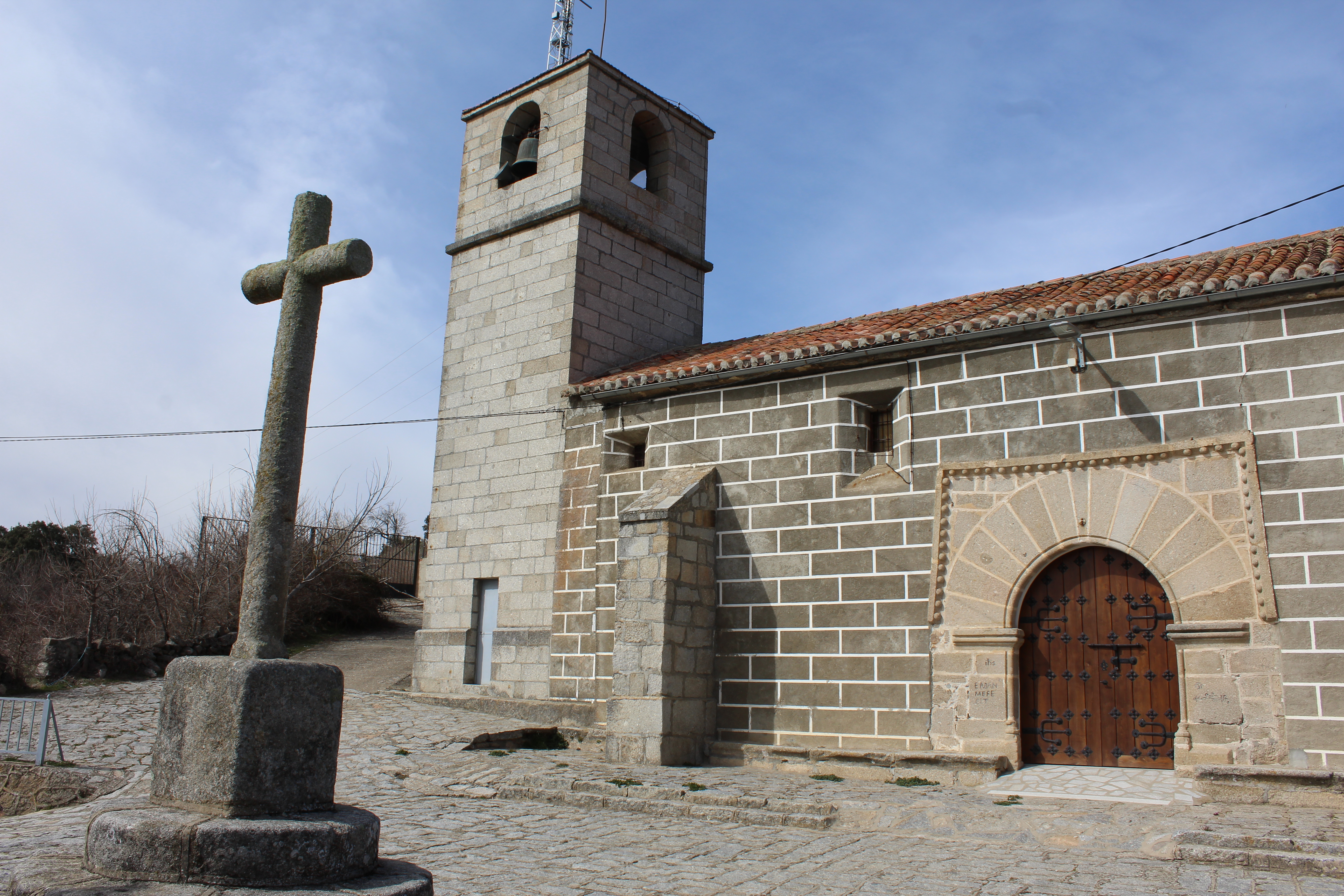
Kirche der Unbefleckten Empfängnis
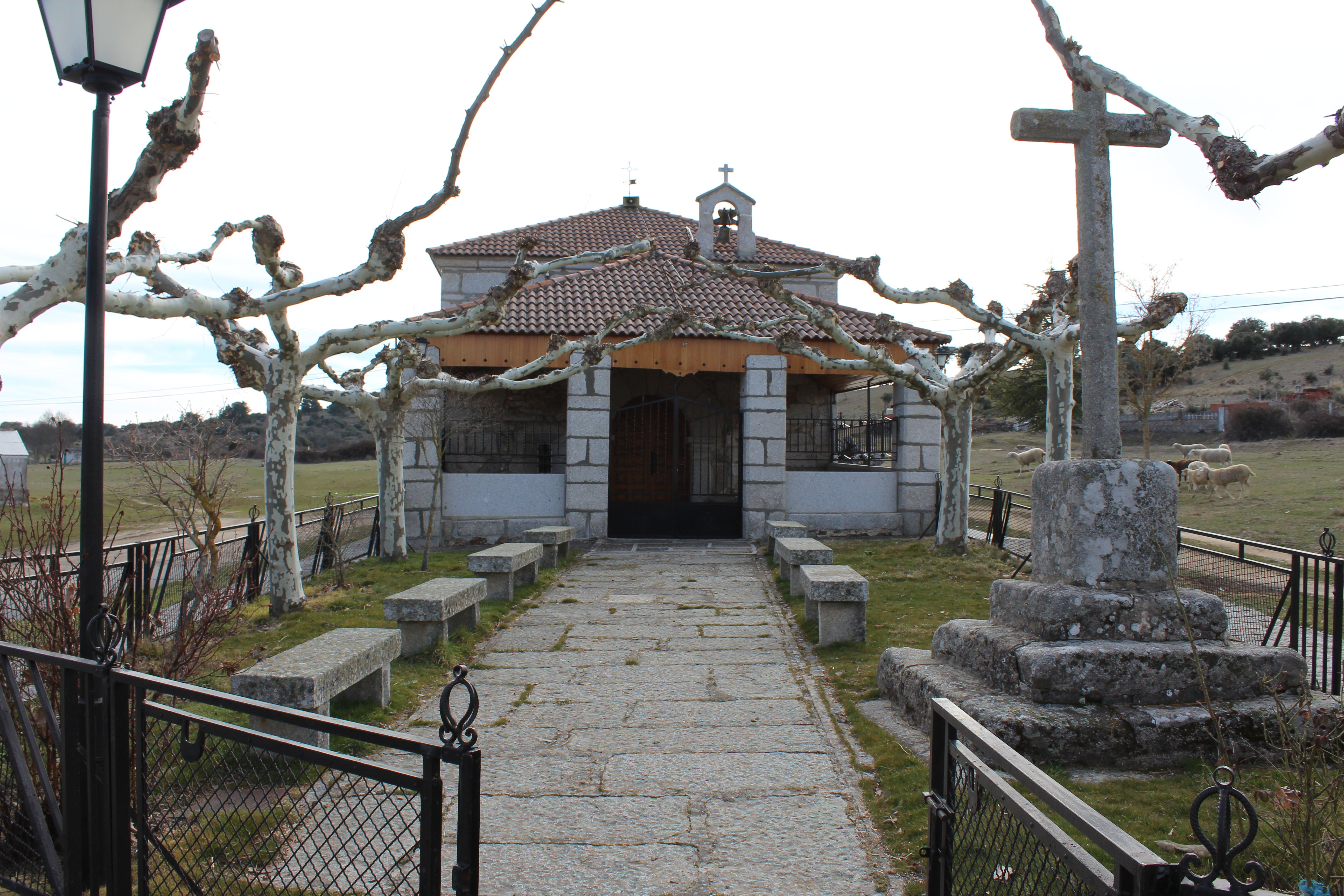
Rochuskapelle
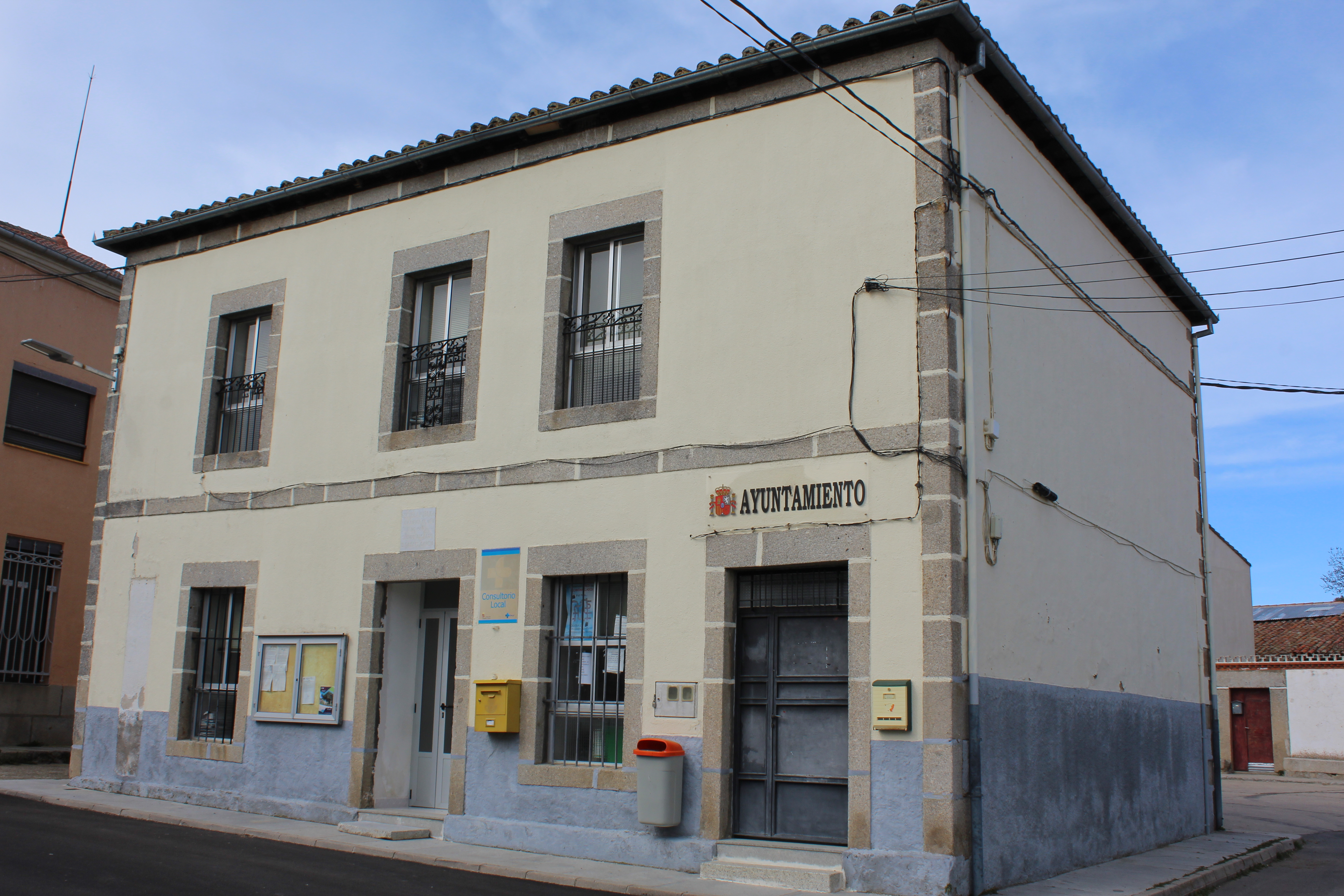
Rathaus